# David Cubitt
David Cubitt (Londra, 18 marzo 1965) è un attore britannico naturalizzato canadese.

## Biografia
Nato a Londra, quando ha solo sei mesi la sua famiglia si trasferisce in Canada, a Vancouver.
Dal 1996 al 1998 è uno dei protagonisti della serie televisiva Traders, dove ha il ruolo di Jack Larkin.
Dal 1997 al 1998 prende parte alla serie Michael Hayes indaga e nel 1999 è nel cast di Turks.
Ottiene grande popolarità dal 2005 al 2011 con il ruolo del detective Lee Scanlon nella serie televisiva Medium.
Nel 2014 appare in un episodio della terza stagione di Arrow.

## Filmografia

### Cinema
- Run - regia di Geoff Burrowes (1991)
- K2 - L'ultima sfida (K2) - regia di Franc Roddam (1991)
- Alive - Sopravvissuti (Alive) - regia di Frank Marshall (1993)
- August Winds - cortometraggio - regia di Kevin Speckmaier (1994)
- I Shot a Man in Vegas - regia di Keoni Waxman (1995)
- Swann - regia di Anna Benson Gyles (1996)
- The Perfect Son - regia di Leonard Farlinger (2000)
- Alì - regia di Michael Mann (2001)
- No Clue - regia di Carl Bessai (2013)
- Bad City - regia di Carl Bessai (2014)
- Il settimo figlio (Seventh Son) - regia di Sergej Vladimirovič Bodrov (2014)
- The Colossal Failure of the Modern Relationship - regia di Sergio Navarretta (2014)
- Stonewall, regia di Roland Emmerich (2015)
- Shut In, regia di Farren Blackburn (2016)

### Televisione
- I quattro della scuola di polizia (21 Jump Street) – serie TV, episodio 2x08 (1987)
- Booker – serie TV, episodio 1x17 (1990)
- Palace Guard – serie TV, episodio 1x04 (1991)
- A Killer Among Friends – film TV (1992)
- E.N.G. - Presa diretta (E.N.G.) – serie TV, 18 episodi (1993-1994)
- TekWar – serie TV, episodio 1x04 (1995)
- X-Files (The X-Files) – serie TV, episodio 2x19 (1995)
- Colomba solitaria (Lonesome Dove) – miniserie TV (1994-1995)
- Poltergeist: The Legacy – serie TV, episodio 1x04 (1996)
- Keeping the Promise – film TV (1997)
- F/X - The Illusion – serie TV, episodio 1x16 (1997)
- The Perfect Mother – film TV (1997)
- Innocenza tradita – film TV (1997)
- Traders – serie TV, 52 episodi (1996-1998)
- Michael Hayes indaga – serie TV, 21 episodi (1997-1998)
- Turks – serie TV, 13 episodi (1999)
- La farfalla insanguinata – film TV (1999)
- Così è la vita (That's Life) – serie TV, episodi 1x14-1x15-1x16 (2001)
- Oltre i limiti (The Outer Limits) – serie TV, episodi 1x11-4x19-7x02 (1995-2001)
- The American Embassy – serie TV, episodi 1x01-1x02-1x03 (2002)
- Robbery Homicide Division – serie TV, 13 episodi (2002-2003)
- Finding John Christmas – film TV (2003)
- E.D.N.Y. – film TV (2003)
- Magnitudo 10.5, regia di John Lafia – miniserie TV (2004)
- L'undicesima ora (The Eleventh Hour) – serie TV, episodio 3x10 (2005)
- Assassinio al presidio – film TV (2005)
- Bounty Hunters – film TV (2005)
- Apocalypse - L'apocalisse (10.5: Apocalypse), regia di John Lafia – film TV (2006)
- Rapid Fire – film TV (2006)
- Bond of Silence, regia di Peter Werner – film TV (2010)
- Medium – serie TV, 121 episodi (2005-2011)
- Il mio nome è Piper Rose - film TV (2011)
- Snowmageddon - Disastri di Natale (Snowmageddon), regia di Sheldon Wilson - film TV (2011)
- Taken Back: Finding Haley - film TV (2012)
- Bates Motel – serie TV, 4 episodi (2013-2016)
- L'ombra del male (Dangerous Intuition), regia di Roger Christian – film TV (2013)
- Arrow – serie TV, episodio 3x03 (2014)
- Ray Donovan – serie TV, episodi 3x02-3x06 (2015)
- Van Helsing – serie TV, 10 episodi (2016-2018)
- C'era una volta (Once Upon a Time) - serie TV, episodio 6x12 (2017)
- Supernatural - serie TV, episodio 8x13 (2017)
- The Detail – serie TV, 10 episodi (2018)
- Siren – serie TV, 26 episodi (2018-2020)
- Travelers – serie TV, episodi 3x01-3x10 (2018)
- BH90210 – serie TV, 4 episodi (2019)
- Virgin River – serie TV, 16 episodi (2019-2023)
- The Good Doctor – serie TV, episodio 3x17 (2020)
- Altered Carbon – serie TV, episodi 2x02-2x04-2x07 (2020)
- Joe Pickett – serie TV, episodi 1x06-1x07 (2021)
- Nancy Drew – serie TV, episodio 2x14 (2021)
- Home Before Dark – serie TV, 4 episodi (2021)
- Billy the Kid – serie TV, episodi 2x01-2x05-2x08 (2023-2024)
- The Madness – serie TV, episodio 1x02 (2024)
- Fire Country – serie TV, episodio 3x16 (2025)
- Avvocati di famiglia (Family Law) – serie TV, 5 episodi (2025)

## Doppiatori italiani
Nelle versioni in italiano delle opere in cui ha recitato, David Cubitt è stato doppiato da:
- Christian Iansante in Medium, Supernatural, Nancy Drew, Travelers
- Antonio Sanna in Alive - Sopravvissuti, Robbery Homicide Division
- Andrea Ward in Snowmageddon - Disastri di Natale, C'era una volta
- Massimo De Ambrosis in Michael Hayes, Bond of Silence
- Stefano Alessandroni in Stonewall, Shut In
- Alberto Angrisano in Virgin River, Avvocati di famiglia
- Sandro Tuminelli in X-Files[1]
- Massimo Rossi in Turks
- Ambrogio Colombo in Apocalypse - L'apocalisse
- Massimo Bitossi in Arrow
- Matteo Brusamonti in Van Helsing
- Alessio Cigliano in Siren
- Alberto Bognanni in The Good Doctor
- Manfredi Aliquò in Joe Pickett
- Giorgio Bonino in Billy the Kid
- Fabrizio Dolce in The Madness